# Karlstadt-Birkenfelder Kalklößplatten
Als Karlstadt-Birkenfelder Kalklößplatten wird ein Teil des Naturraums Marktheidenfelder Platte in Bayern bezeichnet, in dessen Gebiet sich die namengebenden Orte Karlstadt und Birkenfeld befinden. Vor allem das Gebiet um Birkenfeld ist ackerbaugeprägt, jedoch auch durch eine waldreiche Landschaft gekennzeichnet. Die Karlstadt-Birkenfelder Kalklößplatten sind als naturräumliche Teileinheit Nr. 132.00 der Haupteinheitengruppe Mainfränkische Platten (Haupteinheit 13) eine von vier Untergliederungseinheiten der namenlosen naturräumlichen Einheit 132.0 in zweiter Nachkommastelle. Die anderen Untergliederungseinheiten der naturräumlichen Einheit 132.0 sind die Eisinger Höhe (Nr. 132.01), die Roden-Waldzeller Rötflächen (Nr. 132.02) und das Urphar-Dertinger Hügelland (Nr. 132.03).

## Naturräumliche Zuordnung
Die Karlstadt-Birkenfelder Kalklößplatten sind in folgender Weise der Haupteinheitengruppe Mainfränkische Platten hierarchisch zugeordnet:
- (zu 13 Mainfränkische Platten)
  - 132 Marktheidenfelder Platte auch (Remlingen-Urspringer Hochfläche)
    - 132.0 Naturräumliche Einheit 132.0 (ohne Namen)
      - 132.00 Karlstadt-Birkenfelder Kalklößplatten
      - 132.01 Eisinger Höhe
      - 132.02 Roden-Waldzeller Rötflächen
      - 132.03 Urphar-Dertinger Hügelland